# Na Bon
Na Bon (em tailandês: อำเภอนาบอน) é um distrito da província de Nakhon Si Thammarat, no sul da Tailândia. É um dos 23 distritos que compõem a província. Sua população, de acordo com dados de 2012, era de 26 897 habitantes, e sua área territorial é de 192,8 km².
O distrito foi criado em 13 de julho de 1981, a partir da divisão do distrito de Thung Song.